# Lamonzie-Saint-Martin
Ne doit pas être confondu avec Lamonzie-Montastruc.
Pour les articles homonymes, voir Saint-Martin.
Lamonzie-Saint-Martin est une commune française située dans le département de la Dordogne, en région Nouvelle-Aquitaine.

## Géographie

### Généralités
La commune de Lamonzie-Saint-Martin est située dans le quart sud-ouest du département de la Dordogne, en Bergeracois, et incluse dans l'unité urbaine de Bergerac et dans son aire d'attraction. Elle est bordée au nord par la Dordogne et à l'ouest par son affluent la Gardonnette.
Au lieu-dit le Rieu-de-Laysse où se situe la mairie, le bourg de Lamonzie-Saint-Martin est traversé par la route départementale (RD) 936 (l'axe Bordeaux-Bergerac) et desservi par le train en gare de Lamonzie-Saint-Martin, sur la ligne Libourne-Bergerac. Il se situe, en distances orthodromiques, huit kilomètres à l'ouest de Bergerac et treize kilomètres à l'est de Sainte-Foy-la-Grande. Le village de Lamonzie se trouve un kilomètre plus au nord-est et le lieu-dit Saint-Martin deux kilomètres et demi à l'ouest-nord-ouest.
Le territoire communal est également desservi par la RD 16.

### Communes limitrophes
Lamonzie-Saint-Martin est limitrophe de sept autres communes.
| Saint-Pierre-d'Eyraud | La Force              | Prigonrieux              |
| Gardonne              | Lamonzie-Saint-Martin | Saint-Laurent-des-Vignes |
| Gageac-et-Rouillac    |                       | Pomport                  |

### Géologie et relief

#### Géologie
Situé sur la plaque nord du Bassin aquitain et bordé à son extrémité nord-est par une frange du Massif central, le département de la Dordogne présente une grande diversité géologique. Les terrains sont disposés en profondeur en strates régulières, témoins d'une sédimentation sur cette ancienne plate-forme marine. Le département peut ainsi être découpé sur le plan géologique en quatre gradins différenciés selon leur âge géologique. Lamonzie-Saint-Martin est située dans le quatrième gradin à partir du nord-est, un plateau formé de dépôts siliceux-gréseux et de calcaires lacustres de l'ère tertiaire.
Les couches affleurantes sur le territoire communal sont constituées de formations superficielles du Quaternaire et de roches sédimentaires datant du Cénozoïque. La formation la plus ancienne, notée e6b, se compose de molasses inférieures (faciès argileux dominant)  (Bartonien supérieur continental). La formation la plus récente, notée CF, fait partie des formations superficielles de type colluvions indifférenciées sablo-argileuses et argilo-sableuses. Le descriptif de ces couches est détaillé dans  les feuilles « no 805 - Sainte-Foy-la-Grande » et « no 806 - Bergerac » de la carte géologique au 1/50 000 de la France métropolitaine, et leurs notices associées,.

Carte géologique de Lamonzie-Saint-Martin.

#### Relief et paysages
Le département de la Dordogne se présente comme un vaste plateau incliné du nord-est (478 m, à la forêt de Vieillecour dans le Nontronnais) au sud-ouest (2 m à Lamothe-Montravel). L'altitude du territoire communal varie quant à elle entre 12 m à l'extrême ouest, là où la Dordogne conflue avec la Gardonnette, quitte la commune et sert de limite entre celles de Gardonne et Saint-Pierre-d'Eyraud, et 59 m au sud-est, près du lieu-dit la Cassaigne, en limite de Pomport.
Dans le cadre de la Convention européenne du paysage entrée en vigueur en France le 1er juillet 2006, renforcée par la loi du 8 août 2016 pour la reconquête de la biodiversité, de la nature et des paysages, un atlas des paysages de la Dordogne a été élaboré sous maîtrise d’ouvrage de l’État et publié en octobre 2020. Les paysages du département s'organisent en huit unités paysagères et 14 sous-unités. La commune est dans le Bergeracois, une région naturelle présentant un relief contrasté, avec les deux grandes vallées de la Dordogne et du Dropt séparées par un plateau plus ou moins vallonné, dont la pente générale s’incline doucement d’est en ouest. Ce territoire offre des paysages ouverts qui tranchent avec les paysages périgourdins. Il est composé de vignes, vergers et cultures,.
La superficie cadastrale de la commune publiée par l'Insee, qui sert de référence dans toutes les statistiques, est de 20,64 km2,,. La superficie géographique, issue de la BD Topo, composante du Référentiel à grande échelle produit par l'IGN, est quant à elle de 20,63 km2.

### Hydrographie

#### Réseau hydrographique
La commune est située dans le bassin de la Dordogne au sein du Bassin Adour-Garonne. Elle est drainée par la Dordogne, le Gardonnette, le ruisseau de la Peyronnette et par divers petits cours d'eau, qui constituent un réseau hydrographique de 35 km de longueur totale,.
La Dordogne, d'une longueur totale de 483,1 km, prend naissance sur les flancs du puy de Sancy (1 885 m), dans la chaîne des monts Dore, traverse six départements dont la Dordogne dans sa partie sud, et conflue avec la Garonne à Bayon-sur-Gironde, pour former l'estuaire de la Gironde,. Elle borde la commune au nord et au nord-ouest sur sept kilomètres et demi, face à Prigonrieux, La Force et Saint-Pierre-d'Eyraud.
La Gardonnette, d'une longueur totale de 24,6 km, prend sa source dans la commune de Bouniagues et se jette dans la Dordogne en rive gauche en limite de Gardonne et de Lamonzie-Saint-Martin, face à Saint-Pierre-d'Eyraud,. Elle marque la limite territoriale à l'ouest sur quatre kilomètres, face à Gardonne.
Affluent de rive droite de la Gardonnette, le ruisseau de la Peyronnette arrose le sud ouest de la commune sur un kilomètre et demi.

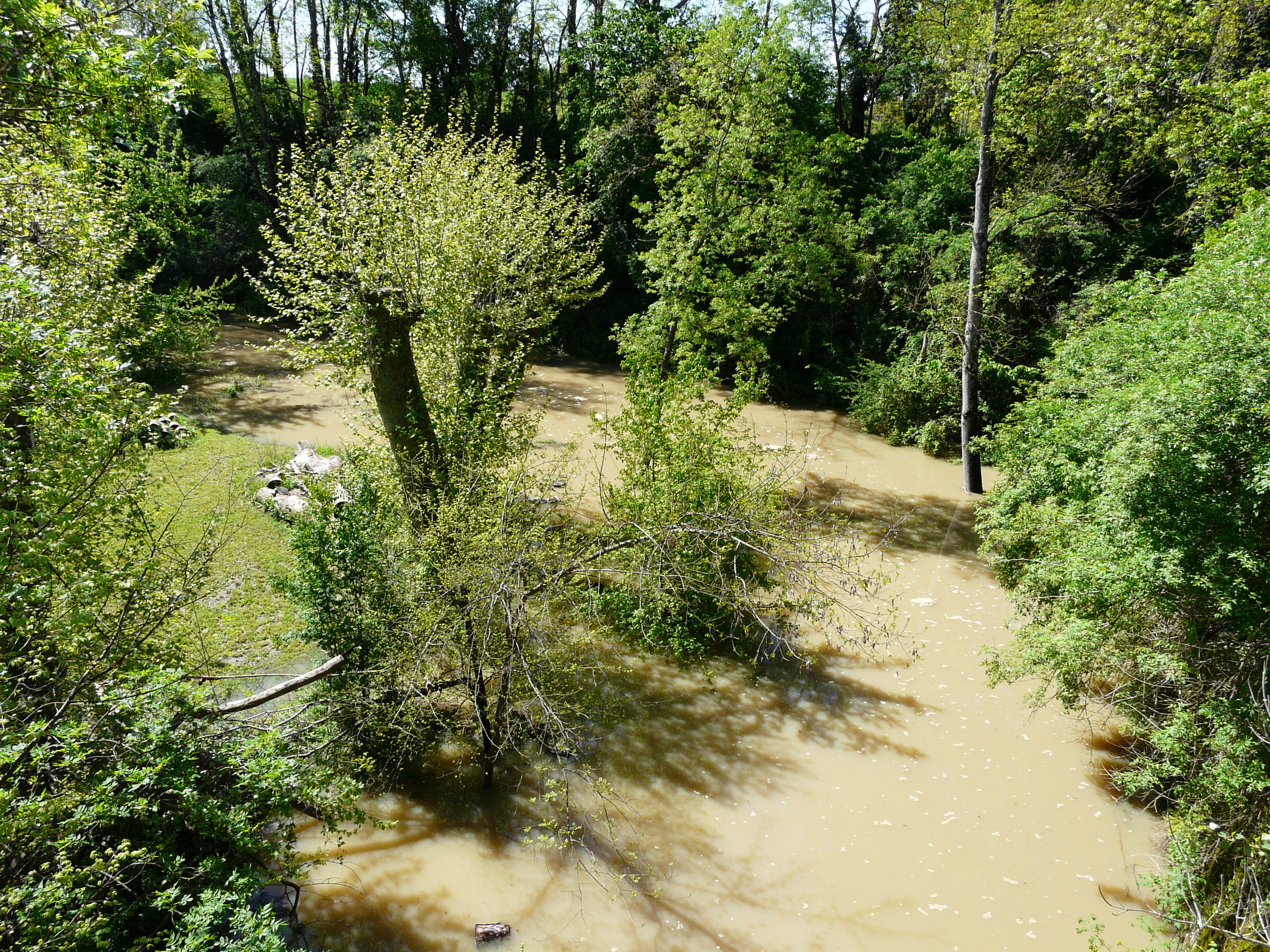
La Gardonnette en crue en 2012, en limites de Gardonne et Lamonzie-Saint-Martin.
Réseaux hydrographique et routier de Lamonzie-Saint-Martin.

#### Gestion et qualité des eaux
Le territoire communal est couvert par le schéma d'aménagement et de gestion des eaux (SAGE) « Dordogne Atlantique ». Ce document de planification, dont le territoire correspond au sous‐bassin le plus aval du bassin versant de la Dordogne (aval de la confluence Dordogne - Vézère)., d'une superficie de 2 700 km2 est en cours d'élaboration. La structure porteuse de l'élaboration et de la mise en œuvre est l'établissement public territorial de bassin de la Dordogne (EPIDOR). Il définit sur son territoire les objectifs généraux d’utilisation, de mise en valeur et de protection quantitative et qualitative des ressources en eau superficielle et souterraine, en respect des objectifs de qualité définis dans le troisième SDAGE  du Bassin Adour-Garonne qui couvre la période 2022-2027, approuvé le 10 mars 2022.
La qualité des eaux de baignade et des cours d’eau peut être consultée sur un site dédié géré par les agences de l’eau et l’Agence française pour la biodiversité.

### Climat
Pour des articles plus généraux, voir Climat de la Nouvelle-Aquitaine et Climat de la Dordogne.
Historiquement, la commune est exposée à un climat océanique aquitain.  
En 2020, Météo-France publie une typologie des climats de la France métropolitaine dans laquelle la commune est exposée à un climat océanique et est dans la région climatique  Aquitaine, Gascogne, caractérisée par une pluviométrie abondante au printemps, modérée en automne, un faible ensoleillement au printemps, un été chaud (19,5 °C), des vents faibles, des brouillards fréquents en automne et en hiver et des orages fréquents en été (15 à 20 jours).
Pour la période 1971-2000, la température annuelle moyenne est de 13,3 °C, avec  une amplitude thermique annuelle de 15 °C. Le cumul annuel moyen de précipitations est de 779 mm, avec 10 jours de précipitations en janvier et 6,8 jours en juillet. Pour la période 1991-2020, la température moyenne annuelle observée sur la station météorologique la plus proche, située sur la commune de Bergerac à 8 km à vol d'oiseau, est de 13,2 °C et le cumul annuel moyen de précipitations est de 792,9 mm,. Pour l'avenir, les paramètres climatiques de la commune estimés pour 2050 selon différents scénarios d’émission de gaz à effet de serre sont consultables sur un site dédié publié par Météo-France en novembre 2022.

### Milieux naturels et biodiversité

#### Natura 2000
La Dordogne est un site du réseau Natura 2000 limité aux départements de la Dordogne et de la Gironde, et qui concerne les 104 communes riveraines de la Dordogne, dont Lamonzie-Saint-Martin,. Seize espèces animales et une espèce végétale inscrites à l'annexe II de la directive 92/43/CEE de l'Union européenne y ont été répertoriées.

#### ZNIEFF
Lamonzie-Saint-Martin fait partie des 102 communes concernées par la zone naturelle d'intérêt écologique, faunistique et floristique (ZNIEFF) de type II « La Dordogne »,, dans laquelle ont été répertoriées huit espèces animales déterminantes et cinquante-sept espèces végétales déterminantes, ainsi que quarante-trois autres espèces animales et trente-neuf autres espèces végétales.

## Urbanisme

### Typologie
Au 1er janvier 2024, Lamonzie-Saint-Martin est catégorisée commune rurale à habitat dispersé, selon la nouvelle grille communale de densité à 7 niveaux définie par l'Insee en 2022.
Elle appartient à l'unité urbaine de Bergerac, une agglomération inter-départementale dont elle est une commune de la banlieue,. Par ailleurs la commune fait partie de l'aire d'attraction de Bergerac, dont elle est une commune de la couronne,. Cette aire, qui regroupe 73 communes, est catégorisée dans les aires de 50 000 à moins de 200 000 habitants,.

### Occupation des sols
L'occupation des sols de la commune, telle qu'elle ressort de la base de données européenne d’occupation biophysique des sols Corine Land Cover (CLC), est marquée par l'importance des territoires agricoles (87,2 % en 2018), en diminution par rapport à 1990 (91 %). La répartition détaillée en 2018 est la suivante : 
zones agricoles hétérogènes (40,3 %), cultures permanentes (22 %), terres arables (19,1 %), zones urbanisées (8,2 %), prairies (5,9 %), eaux continentales (3,2 %), forêts (1,4 %). L'évolution de l’occupation des sols de la commune et de ses infrastructures peut être observée sur les différentes représentations cartographiques du territoire : la carte de Cassini (XVIIIe siècle), la carte d'état-major (1820-1866) et les cartes ou photos aériennes de l'IGN pour la période actuelle (1950 à aujourd'hui).

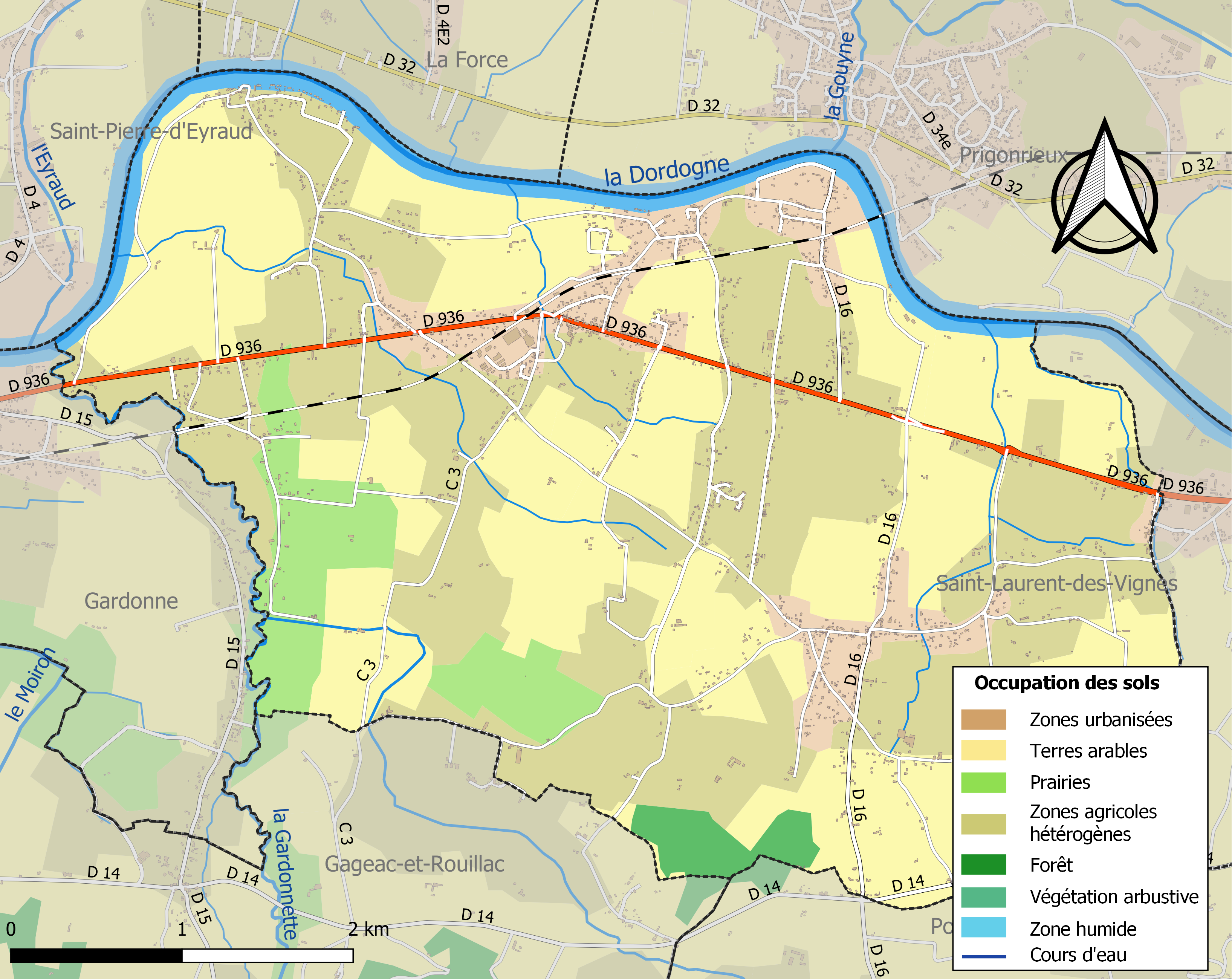
Carte des infrastructures et de l'occupation des sols de la commune en 2018 (CLC).

### Prévention des risques
Le territoire de la commune de Lamonzie-Saint-Martin est vulnérable à différents aléas naturels : météorologiques (tempête, orage, neige, grand froid, canicule ou sécheresse), inondations, feux de forêts, mouvements de terrains et séisme (sismicité très faible). Il est également exposé à un risque technologique, la rupture d'un barrage. Un site publié par le BRGM permet d'évaluer simplement et rapidement les risques d'un bien localisé soit par son adresse soit par le numéro de sa parcelle.

#### Risques naturels
La commune fait partie du territoire à risques importants d'inondation (TRI) de Bergerac, regroupant les 22 communes (15 en Dordogne et 7 en Gironde) concernées par un risque de débordement de la Dordogne, un des 18 TRI qui ont été arrêtés fin 2012 sur le bassin Adour-Garonne. Les événements significatifs antérieurs à 2014 sont la crue de 1843 (4 100 m3/s à Bergerac, la crue de référence historique de période de retour au moins centennale), les crues de 1912, 1944 et 1952 (période de retour de 50 ans) et les crues de 1982 et 1994 (période de retour de 20 ans). Des cartes des surfaces inondables ont été établies pour trois scénarios : fréquent (crue de temps de retour de 10 ans à 30 ans), moyen (temps de retour de 100 ans à 300 ans) et extrême (temps de retour de l'ordre de 1 000 ans, qui met en défaut tout système de protection). La commune a été reconnue en état de catastrophe naturelle au titre des dommages causés par les inondations et coulées de boue survenues en 1982, 1993, 1996, 1999 et 2018,. Le risque inondation est pris en compte dans l'aménagement du territoire de la commune par le biais du plan de prévention des risques inondation (PPRI) de la « vallée de la Dordogne - Bergeracois », couvrant 5 communes et approuvé le 29 juin 2006, pour les crues de la Dordogne,.
Lamonzie-Saint-Martin est exposée au risque de feu de forêt. L’arrêté préfectoral du 14 mars 2013 fixe les conditions de pratique des incinérations et de brûlage dans un objectif de réduire le risque de départs d’incendie. À ce titre, des périodes sont déterminées : interdiction totale du 15 février au 15 mai et du 15 juin au 15 octobre, utilisation réglementée du 16 mai au 14 juin et du 16 octobre au 14 février. En septembre 2020, un plan inter-départemental de protection des forêts contre les incendies (PidPFCI) a été adopté pour la période 2019-2029,.

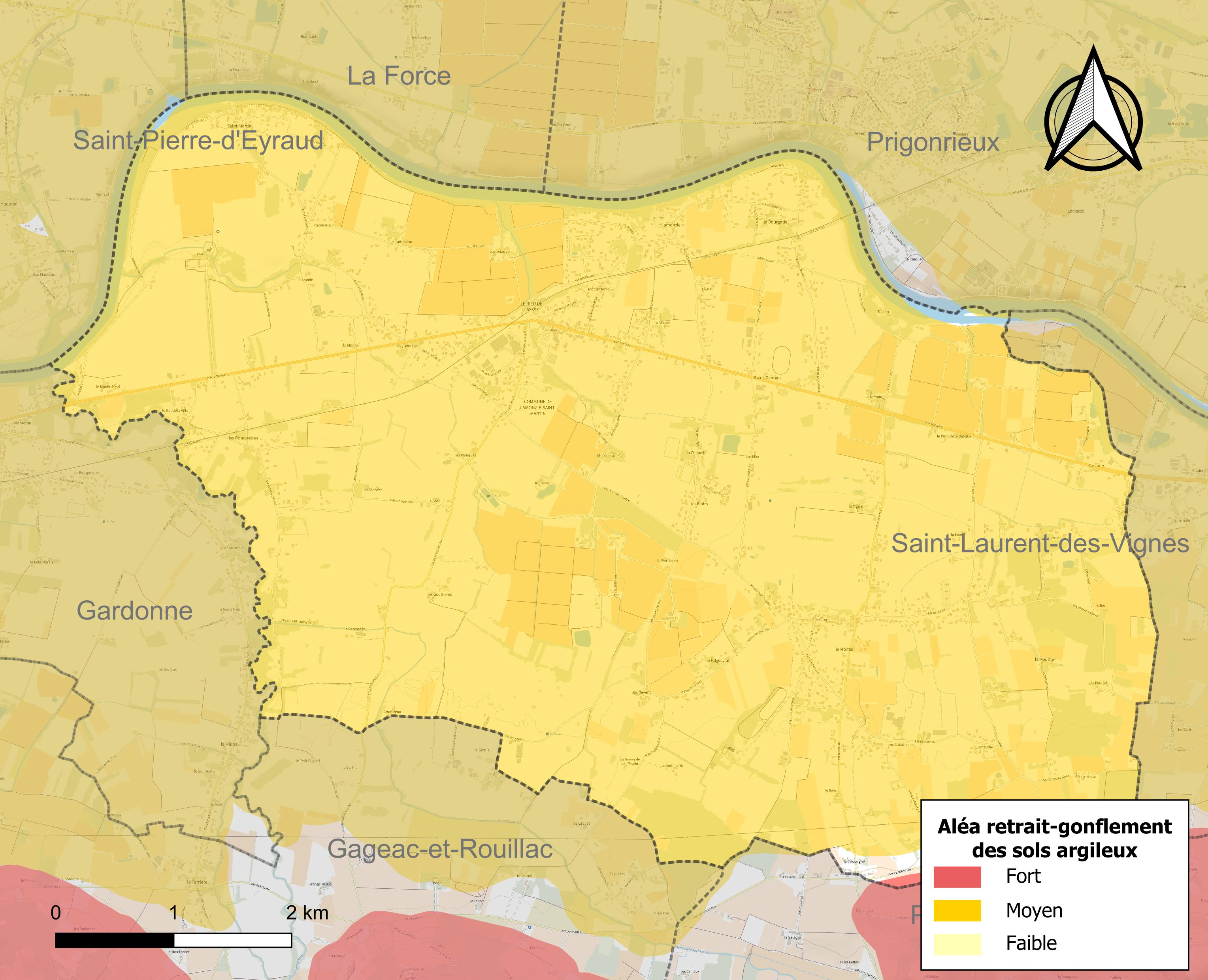
Carte des zones d'aléa retrait-gonflement des sols argileux de Lamonzie-Saint-Martin.

Les mouvements de terrains susceptibles de se produire sur la commune sont des tassements différentiels. Le retrait-gonflement des sols argileux est susceptible d'engendrer des dommages importants aux bâtiments en cas d’alternance de périodes de sécheresse et de pluie. 99 % de la superficie communale est en aléa moyen ou fort (58,6 % au niveau départemental et 48,5 % au niveau national métropolitain). Depuis le 1er octobre 2020, en application de la loi ÉLAN, différentes contraintes s'imposent aux vendeurs, maîtres d'ouvrages ou constructeurs de biens situés dans une zone classée en aléa moyen ou fort,.
La commune a été reconnue en état de catastrophe naturelle au titre des dommages causés par la sécheresse en 1989, 1992, 2011 et 2017 et par des mouvements de terrain en 1999.

#### Risque technologique
La commune est en outre située en aval du barrage de Bort-les-Orgues, un ouvrage de classe A situé dans le département de la Corrèze et faisant l'objet d'un PPI depuis 2009. À ce titre elle est susceptible d’être touchée par l’onde de submersion consécutive à la rupture de cet ouvrage.

## Toponymie

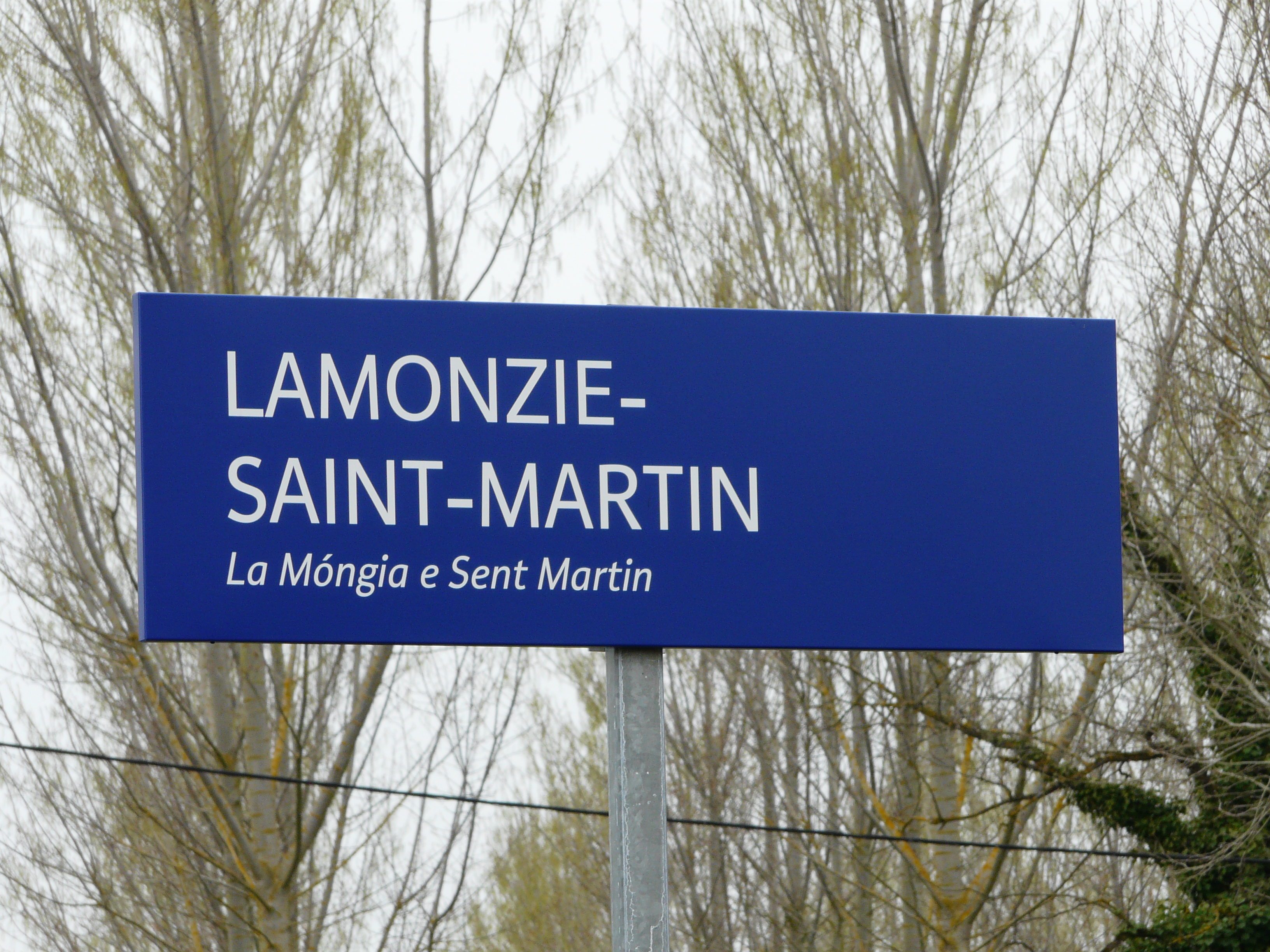
Panneau bilingue franco-occitan en gare de Lamonzie-Saint-Martin.

En occitan, la commune porte le nom de La Móngia e Sent Martin.

## Histoire
En 866, Wlgrin de Taillefer, comte d'Angoulême et de Périgord, a fait construire des forts dans la province, et, en particulier, le long de la Dordogne pour résister aux raids normands. Il subsiste une motte féodale dans le parc du château de Saint-Martin. Une autre a donné son nom à « La Mouthe », près du Monteil. Des bourgs vont se construire à l'abri de ces forts.
Le comte Boson le Vieux a fondé au Xe siècle le prieuré Saint-Sylvain à l'ouest de Bergerac, sur la rive gauche de la Dordogne, et l'a donné à des religieuses. Il est incendié au XIe siècle par le seigneur de Gardonne à la suite d'une contestation sur les limites des biens du prieuré. Il est reconstruit par les petits-fils de Boson le Vieux, Hélie II de Périgord et son frère Boson. L'église est consacrée en 1047. Le prieuré est donné en 1067 aux bénédictines de l'abbaye royale de Saintes par Boson III et son fils Aldebert II (tous les deux morts en 1072) d'après l'abbé Audierne.
Un bourg s'est formé à côté du prieuré de moniales (religieuses). Il s'est appelé « La Mongia » au XIe siècle, devenu au fil des années « La Mongie », puis « La Monzie ». Pour assurer la protection de ses terres près du prieuré, un château est construit sur le tertre de Montcuq, au nord, sur la paroisse de Pomport, par les comtes de Périgord au XIIe siècle, probablement par Hélie V Talleyrand. Le château a appartenu aux d'Albret en 1334 et au XVIe siècle,,, aux d'Aydie dans les années 1560. Il a été plusieurs fois assiégé. En 1628, Richelieu a ordonné son démantèlement. Il est occupé par les croquants. Sa destruction a été achevée par un incendie. La châtellenie de Montcuq est vendue en 1775 par les héritiers du duc de Biron. Les ruines du château ne sont pas mentionnées. En 1900, il subsistait encore quelques pans de murs mais qui ont disparu depuis.
Dès son origine, la châtellenie de Montcuq regroupait douze paroisses : Pomport, Rouffignac, Saint-Mayme, Saint-Laurent-des-Vignes, Saint-Sernin-de-Gabanelle, Saint-Sylvain (Lamonzie), Le Monteil, Saint-Martin, Rouillas, Colombier, Monbazillac et Saint-Christophe,. La châtellenie a disparu au moment de la Révolution.
Historiquement, la commune est composée de quatre hameaux importants : le Monteil, la Bourgatie, Saint-Martin et le Rieu-de-Laysse, appelé plus communément Lamonzie.
Une des particularités de cette commune est qu'elle est le fruit de la fusion de trois paroisses devenues des communes (Lamonzie, Le Monteil, et Saint Martin de Gardonne). Dans un premier temps, la commune de Lamonzie fusionna avec Le Monteil en 1794, puis avec celle de Saint-Martin-de-Gardonne pour devenir ainsi en 1795 la commune de Lamonzie-Saint-Martin.
Au début du XXIe siècle, la commune possède toujours ses trois églises, Notre-Dame-de-l'Assomption (qui a remplacé Saint-Sylvain) à Lamonzie, Saint-Roch au Monteil, et Saint-Martin.
Au XXe siècle, les vestiges d'une villa gallo-romaine furent mis au jour : thermes, aqueduc ainsi qu'une partie de sarcophage. La commune a fait l'acquisition de ces terrains en 2008 et de nouvelles fouilles devraient ainsi être organisées sous la responsabilité de la Direction régionale des Affaires culturelles (DRAC).

## Politique et administration

### Intercommunalité
Fin 2001, Lamonzie-Saint-Martin intègre dès sa création la communauté de communes de Bergerac Pourpre. Celle-ci est dissoute au 31 décembre 2012 et remplacée au 1er janvier 2013 par la communauté d'agglomération bergeracoise. Celle-ci fusionne avec la communauté de communes des Coteaux de Sigoulès au 1er janvier 2017 pour former la nouvelle communauté d'agglomération bergeracoise.

### Administration municipale
La population de la commune étant comprise entre 2 500 et 3 499 habitants au recensement de 2017, vingt-trois conseillers municipaux ont été élus en 2020,.

### Liste des maires
| Période                                  | Période              | Identité             | Étiquette        | Qualité                                                                                  |
| ---------------------------------------- | -------------------- | -------------------- | ---------------- | ---------------------------------------------------------------------------------------- |
| Les données manquantes sont à compléter. |                      |                      |                  |                                                                                          |
|                                          |                      |                      |                  |                                                                                          |
| 1987                                     | mars 1989            | Michel Gouy          |                  |                                                                                          |
| mars 1989                                | octobre 2010 (décès) | Bernard Fauvaud      | DVD, UMP puis SE | Masseur-kinésithérapeute retraité Vice-président de la CC de Bergerac Pourpre (? → 2010) |
| décembre 2010                            | mars 2014            | Alain Bramerie       | PS               | Directeur d'agence bancaire retraité                                                     |
| mars 2014 (réélu en mai 2020)            | En cours             | Thierry Auroy-Peytou | SE-DVD           | Employé dans une entreprise publique                                                     |

### Jumelages

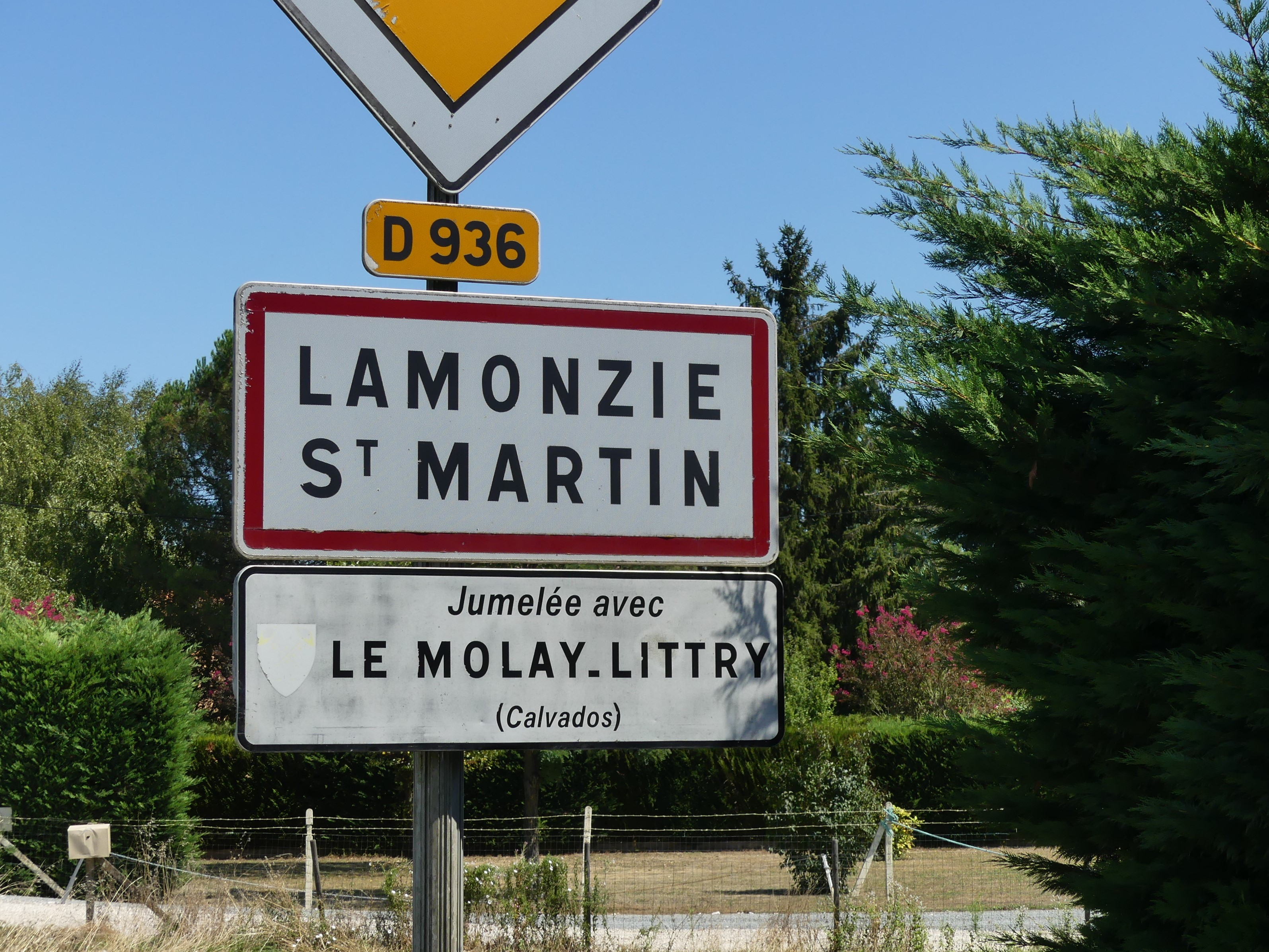
Panneau de jumelage à Lamonzie-Saint-Martin.

Le Molay-Littry (Calvados) (France) depuis 1998.

## Équipements et services publics

### Justice
Dans le domaine judiciaire, Lamonzie-Saint-Martin relève : 
- du tribunal judiciaire, du tribunal pour enfants, du conseil de prud'hommes et du tribunal de commerce de Bergerac ;
- du pôle Nationalité du tribunal judiciaire de Périgueux (compétent uniquement dans le domaine de la nationalité) ;
- de la cour d'appel, du tribunal administratif et de la  cour administrative d'appel de Bordeaux.

## Population et société

### Démographie
L'évolution du nombre d'habitants est connue à travers les recensements de la population effectués dans la commune depuis 1793. Pour les communes de moins de 10 000 habitants, une enquête de recensement portant sur toute la population est réalisée tous les cinq ans, les populations de référence des années intermédiaires étant quant à elles estimées par interpolation ou extrapolation. Pour la commune, le premier recensement exhaustif entrant dans le cadre du nouveau dispositif a été réalisé en 2006.

En 2022, la commune comptait 2 745 habitants, en évolution de +9,15 % par rapport à 2016 (Dordogne : +0,37 %, France hors Mayotte : +2,11 %).
| 1793  | 1800  | 1806  | 1821  | 1831  | 1836  | 1841  | 1846  | 1851  |
| ----- | ----- | ----- | ----- | ----- | ----- | ----- | ----- | ----- |
| 1 468 | 1 188 | 1 078 | 1 268 | 1 214 | 1 150 | 1 279 | 1 203 | 1 242 |

| 1856  | 1861  | 1866  | 1872  | 1876  | 1881  | 1886  | 1891  | 1896  |
| ----- | ----- | ----- | ----- | ----- | ----- | ----- | ----- | ----- |
| 1 288 | 1 336 | 1 325 | 1 254 | 1 298 | 1 239 | 1 248 | 1 152 | 1 135 |

| 1901  | 1906  | 1911  | 1921  | 1926  | 1931  | 1936  | 1946  | 1954  |
| ----- | ----- | ----- | ----- | ----- | ----- | ----- | ----- | ----- |
| 1 141 | 1 121 | 1 085 | 1 080 | 1 113 | 1 071 | 1 134 | 1 204 | 1 157 |

| 1962  | 1968  | 1975  | 1982  | 1990  | 1999  | 2006  | 2011  | 2016  |
| ----- | ----- | ----- | ----- | ----- | ----- | ----- | ----- | ----- |
| 1 173 | 1 235 | 1 446 | 1 612 | 2 010 | 2 069 | 2 212 | 2 398 | 2 515 |

| 2021  | 2022  | - | - | - | - | - | - | - |
| ----- | ----- | - | - | - | - | - | - | - |
| 2 741 | 2 745 | - | - | - | - | - | - | - |

### Manifestations culturelles et festivités
- Au lieu-dit le Monteil, « Monteil en fête » propose des animations mi-août sur deux ou trois jours[82].
- « Fête de la rivière » sur trois jours fin août-début septembre[83].

### Sports
- En avril, la Ronde des Vignes propose deux parcours de trails de 12 et 20 km, ainsi qu'une randonnée (17e édition en 2024)[84].
- Organisée par l'association Le Monteil/Lamonzie-SaintMartin/Saint-Laurent-des-Vignes, la « Rando 24 Pourpre » est une randonnée en marche, trail ou VTT qui se tient au mois de septembre (19e édition en 2024)[85].

## Économie

### Emploi
L'emploi est analysé ci-dessous selon qu'il affecte les habitants de Lamonzie-Saint-Martin ou qu'il est proposé sur le territoire de la commune.

#### L'emploi des habitants
En 2018, parmi la population communale comprise entre 15 et 64 ans, les actifs représentent 1 129 personnes, soit 44,0 % de la population municipale. Le nombre de chômeurs (149) a fortement augmenté par rapport à 2013 (107) et le taux de chômage de cette population active s'établit à 13,2 %.

#### L'emploi sur la commune
En 2018, la commune offre 491 emplois pour une population de 2 656 habitants. Le secteur tertiaire prédomine avec 26,8 % des emplois mais l'industrie est également très présente avec 24,0 %.
Répartition des emplois par domaines d'activité
|                     | Agriculture, sylviculture ou pêche | Industrie | Construction | Commerce, transports et services | Administration publique, enseignement, santé, action sociale |
| ------------------- | ---------------------------------- | --------- | ------------ | -------------------------------- | ------------------------------------------------------------ |
| Nombre d'emplois    | 71                                 | 118       | 80           | 132                              | 91                                                           |
| Pourcentage         | 14,4 %                             | 24,0 %    | 16,3 %       | 26,8 %                           | 18,6 %                                                       |
| Source des données. |                                    |           |              |                                  |                                                              |

### Établissements
Au 31 décembre 2015, la commune compte 178 établissements, dont 87 au niveau des commerces, transports ou services, quarante-quatre dans la construction, dix-neuf dans l'agriculture, la sylviculture ou la pêche, seize dans l'industrie, et douze relatifs au secteur administratif, à l'enseignement, à la santé ou à l'action sociale.

### Entreprises
Dans le secteur industriel, parmi les entreprises dont le siège social est en Dordogne, la société « Bio inox » (fabrication de réservoirs, citernes et conteneurs métalliques) implantée à Lamonzie-Saint-Martin se classe en 33e position quant au chiffre d'affaires hors taxes en 2015-2016, avec 8 149 k€.

## Culture locale et patrimoine

### Lieux et monuments

#### Patrimoine civil
- Château de Monboucher du XVIIe siècle.
- Château de Saint-Martin, XVe et XVIIIe siècles, inscrit au titre des monuments historiques[91].

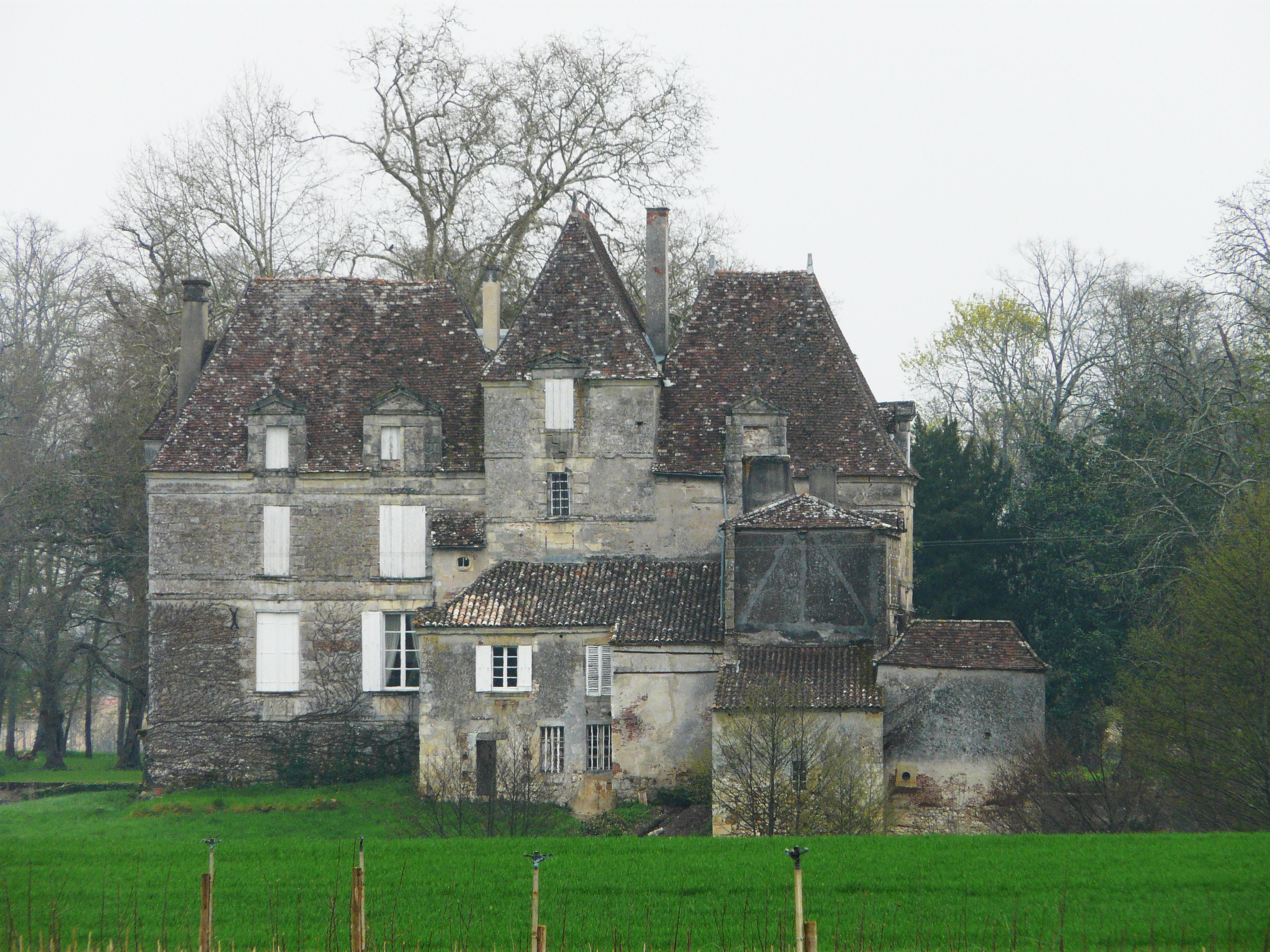
Le château de Saint-Martin.

#### Patrimoine religieux
- Église Notre-Dame-de-l'Assomption de Lamonzie[69], ancienne église Saint-Sylvain[92].
- Église Saint-Martin (de Saint-Martin de Gardonne) citée dans un pouillé en 1648[69], en cours de rénovation en 2014[93].
- Église Saint-Roch du Monteil, reconstruite à la place d'une église Saint-Front[69]. À la suite de la détérioration du clocher, l'édifice fermé en 2022 fait l'objet de réparations en 2023[94].
- Temple protestant devenu propriété privée, le long de la route départementale 936[95]. Édifié en 1820, il a servi jusqu'en 2000 lors de baptêmes ou de mariages de « la communauté protestante du Bergeracois »[96].

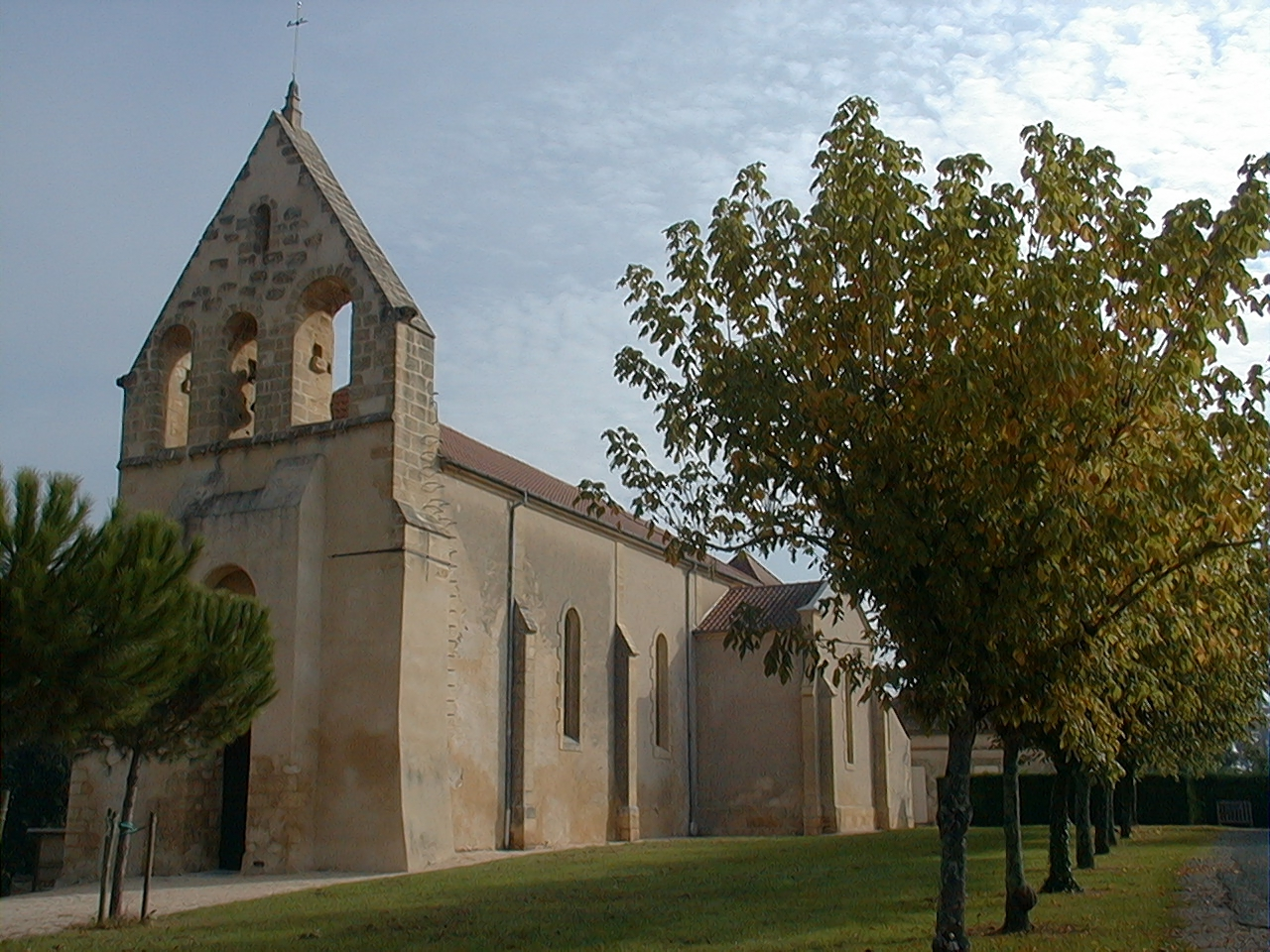
L'église Notre-Dame-de-l'Assomption.
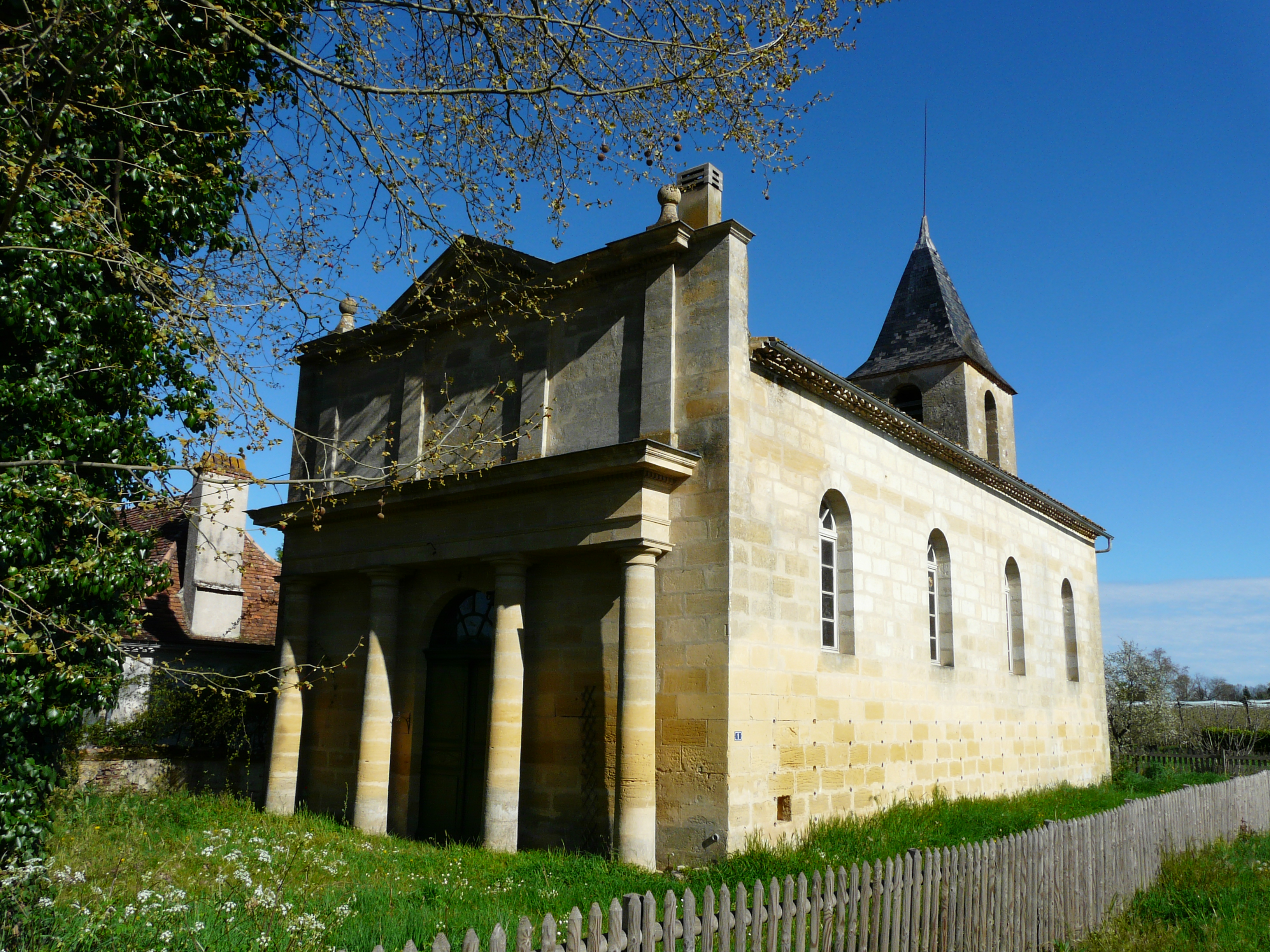
L'ancien temple protestant.

### Héraldique
Pour un article plus général, voir Armorial des communes de la Dordogne.
| Blason de Lamonzie-Saint-Martin | Blason  | Tiercé en pal : au 1er d'azur à trois étoiles d'or rangées en pal, au 2e d'argent à la crosse d'abbé d'azur chargée d'un besant d'argent lui-même chargé d'un losange d'azur surchargé d'un clocher d'argent, le besant bordé d'azur, au 3e de gueules à trois tours d'argent, ouvertes et ajourées du champ, rangées en pal. |
| Blason de Lamonzie-Saint-Martin | Détails | Le statut officiel du blason reste à déterminer. |

## Pour approfondir